# Pseudocanthon xanthurus
Pseudocanthon xanthurus är en skalbaggsart som beskrevs av Blanchard 1846. Pseudocanthon xanthurus ingår i släktet Pseudocanthon och familjen bladhorningar. Inga underarter finns listade i Catalogue of Life.